# Сейнт Джорджис
Сейнт Джорджис (на английски: St. George's в превод „Свети Георгиево“) е столицата на карибската държава Гренада.
Градът е с население от 7500 жители (1999) Столица е на държавата от 1880-те години.
Градът е разположен на западното крайбрежие на остров Гренада, числящ се към Малките Антилски острови.
През 2004 г. ураганът Айвън помита инфраструктурата на острова и засяга и столицата, но с помощи от Канада, ЕС и САЩ, градът и страната са възстановени.